# جهوک اترا
جهوک اترا (به انگلیسی: Jhoke Uttra) یک روستا در پاکستان است که در ناحیه دیره غازی خان واقع شده‌است. جهوک اترا ۱۰۸ متر بالاتر از سطح دریا واقع شده‌است.